# Comté de Wharton
Le comté de Wharton, en anglais : Wharton County, est un comté situé dans le sud-est de l'État du Texas aux États-Unis. Fondé le 3 avril 1846, le siège de comté est la ville de Wharton. Selon le recensement des États-Unis de 2020, sa population est de 41 570 habitants. Le comté a une superficie de 2 834,3 km2, dont 2 831,1 km2 en surfaces terrestres. Il est baptisé en référence à deux frères ayant participé à la révolution texane.

## Organisation du comté
Le comté est fondé le 3 avril 1846, à partir des terres des comtés de Colorado et de Jackson. Le 13 juillet 1846, il est définitivement organisé et autonome.
Il est baptisé en référence aux frères William Harris (en) et John Austin Wharton (en) ayant participé à la révolution texane,,.

## Géographie
Le comté de Wharton se situe au sud-est de l'État du Texas, aux États-Unis,. Il est bordé par la rivière San Bernard (en) qui délimite la frontière avec les comtés adjacents.
Il a une superficie totale de 2 834,3 km2, composée de 2 831,1 km2 de terres et de 21,2 km2 de zones aquatiques.

## Comtés adjacents
| Comté de Colorado | Comté d'Austin   | Comté de Fort Bend |
|                   | comté de Wharton | Comté de Brazoria  |
| Comté de Jackson  |                  | Comté de Matagorda |

## Axes principaux
- U.S. Route 59 (en)
- Interstate 69 (En construction)
- -  U.S. Highway 90 Alternate (en)
- Autoroute d’État 60 (en)
- Autoroute d’État 71 (en)

## Démographie

Pyramide des âges du comté de Wharton (2000).

Lors du recensement de 2010, le comté comptait une population de 41 280 habitants. Elle est estimée, en 2017, à 41 968 habitants,.

## Galerie

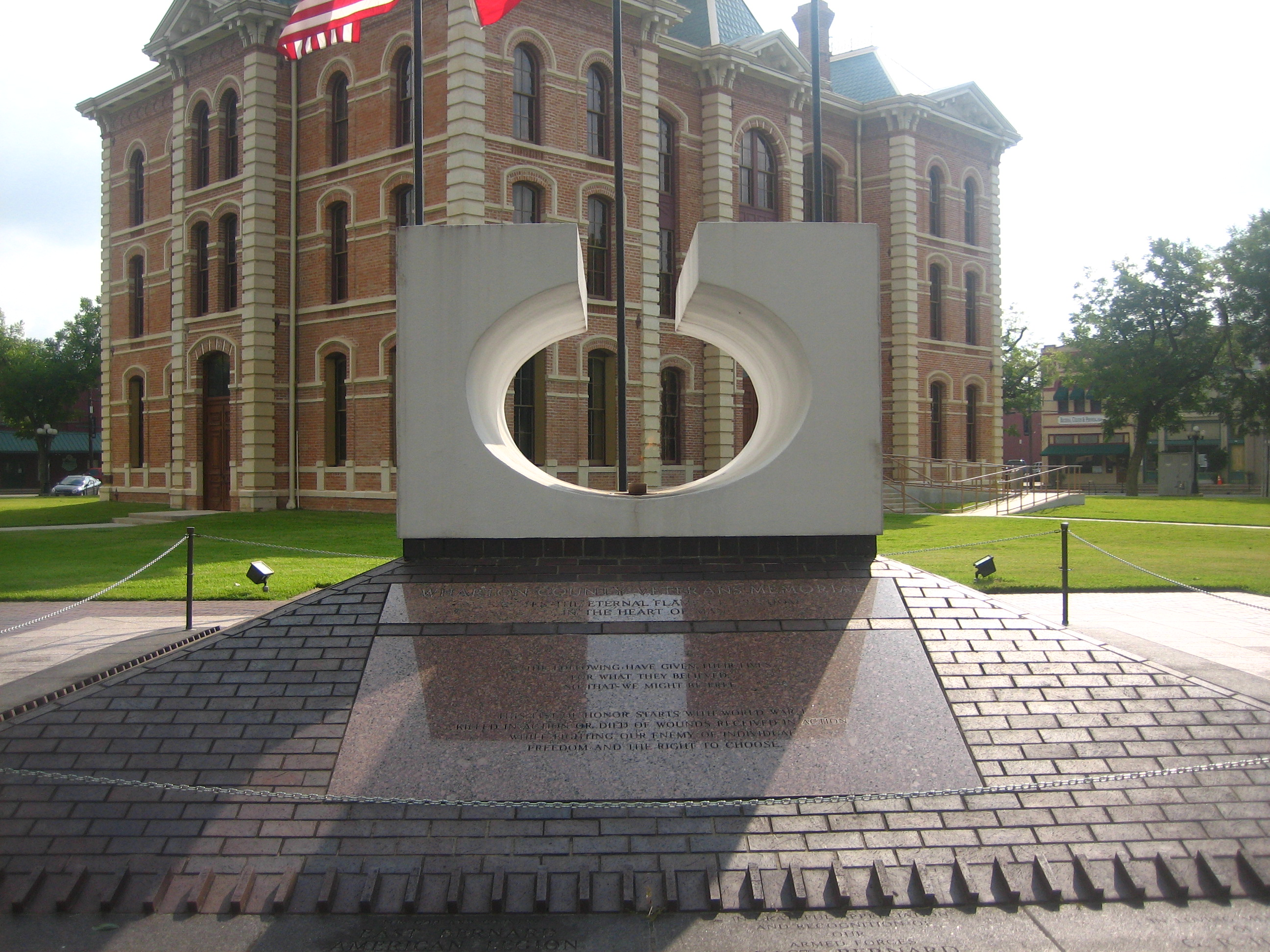
Le monument des vétérans, à la maison du comté de Wharton.
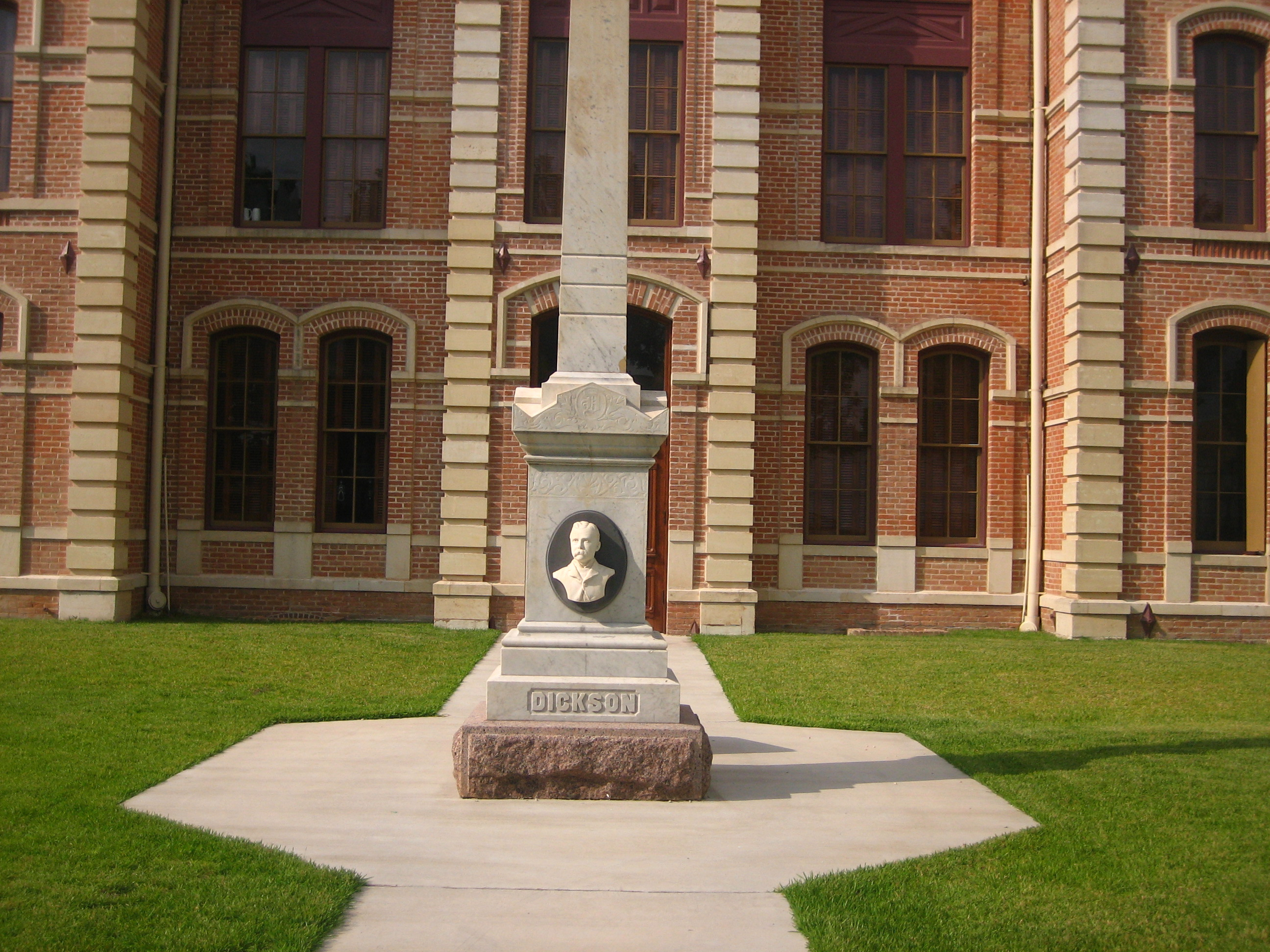
Mémorial du shérif Hamilton B. Dickson du comté de Wharton. Il a servi dans les années 1880 et été tué dans une embuscade dans l'exercice de ses fonctions.